# Bratz : Rock Angelz
Pour les articles homonymes, voir Angelz.
Pour plus de détails, voir Fiche technique et Distribution.
Bratz : Rock Angelz, ou Bratz : Des Rock Angelz au Québec, est un film d'animation américain réalisé par Mucci Fassett et sorti directement en vidéo en 2005.
Il basé sur la franchise de poupées mannequins Bratz du fabricant MGA Entertainment. Il sert d'introduction à la série télévisée d'animation Bratz, lancée en 2005 sur le réseau FOX.

## Synopsis
Jade décroche le stage de ses rêves au sein du célèbre magazine féminin Your Thing mais malheureusement elle va découvrir que la rédactrice en chef, Burdine Maxwell, est une femme méchante et superficielle.
Très vite renvoyée, elle va partir chercher du réconfort auprès de ses meilleures amies, Cloé, Yasmin et Sasha. Les quatre jeunes filles vont décider de contre-attaquer et de lancer leurs propre magazine : Bratz Magazine. Pour leurs premier numéro, les filles décident de partir chercher les nouvelles tendance à Londres.

## Fiche technique
Sauf indication contraire, les informations mentionnées dans cette section peuvent être confirmées par la base de données cinématographiques IMDb,  présente dans la section « Liens externes ».
- Titre original et français : Bratz : Rock Angelz
- Titre québécois : Bratz : Des Rock Angelz
- Réalisation : Mucci Fassett
- Scénario : Peggy Nicoll
- Musique : Matthew Gerrard
- Image : Ellen Overt
- Production : Jay Fukoto, Ellen Levy-Sarnoff, Mike Young et Bill Schultz
- Sociétés de production : Mike Young Productions et MGA Entertainment
- Distribution : 20th Century Fox (2005) puis Lionsgate (2007) (États-Unis) ; 20th Century Fox France (France)
- Pays de production :  États-Unis
- Langue : anglais
- Durée : 71 min
- Dates de sortie en vidéo : 
  - États-Unis, Canada / Québec : 13 septembre 2005
  - France: 16 novembre 2005

## Distribution

### Voix originales
- Olivia Hack (en) : Cloé
- Dionne Quan (en) : Yasmin
- Soleil Moon Frye : Jade
- Tia Mowry : Sasha
- Wendie Malick : Burdine Maxwell
- Kaley Cuoco : Kirstee Smith
- Lacey Chabert : Kaycee Smith
- Charlie Schlatter : Cameron
- Ogie Banks (en) : Dylan
- Jessica DiCicco : Roxxy
- Greg Ellis : Byron Powell

### Voix françaises
- Karine Foviau : Cloé
- Laura Préjean : Yasmin
- Marie-Eugénie Maréchal : Jade
- Céline Mauge : Sasha
- Frédérique Tirmont : Burdine Maxwell
- Chantal Macé : Kirstee Smith
- Caroline Combes : Kaycee Smith
- Barbara Tissier : Roxxy
- Stéphane Pouplard : Byron Powell